# シングンマイケル
シングンマイケル（欧字名:Shingun Michael、2014年4月13日 - 2020年4月18日）は、日本の競走馬。
2019年の中山大障害（J・GI）、東京ハイジャンプ（J・GII）、東京ジャンプステークス（J・GIII）。2019年度のJRA賞最優秀障害馬に選出された。シングンオペラの恩返しという逸話でも有名。

## 戦績
- 特記事項なき場合、本節の出典はJBISサーチ[4]

2017年1月29日、東京競馬場の新馬戦でデビューし、2着。以降7戦して2着を2度記録したが勝ちきれず、8月20日新潟競馬場の未勝利戦8着を最後に障害競走に転向する。
転向後3戦目の2018年3月11日中京競馬場の未勝利戦で障害初勝利を挙げる。続く阪神競馬場での三木ホースランドパークジャンプステークスで4着とし、以降4戦も1勝2着2回4着1回と5着以内の成績を続ける。2019年に入り、初戦の中京での障害オープン1着のあと出走のペガサスジャンプステークスでは、道中でロスがありながらも2着。重賞初挑戦となった2019年6月22日の東京ジャンプステークスでは、道中好位追走から最終障害飛越後に先頭に立つと、2着のマイネルプロンプトに半馬身差をつけ、重賞初勝利を飾ると同時に、2019年3月に他界した父シングンオペラに初の重賞タイトルをもたらした。秋に入り、10月15日の東京ハイジャンプは2番手追走から抜け出すと、最後はメイショウダッサイの追撃をクビ差振り切り重賞2連勝とする。12月21日の中山大障害では好位から競馬を進め、直線でブライトクォーツに2馬身差をつけ、J・GI初制覇を果たした。2019年度のJRA賞最優秀障害馬の選考では、有効票数274票のうち175票を獲得、2位オジュウチョウサンに80票差をつけて最優秀障害馬に選出された。管理調教師の高市は当時すでにサルコーマに侵されており、翌年1月27日に開催されたJRA賞授賞式を欠席、それから1か月足らずの2月17日に病死した。高市の死去に伴い、翌18日付で大江原哲厩舎へ転厩した。
大江原厩舎に転厩後の初戦となる3月14日の阪神スプリングジャンプはオジュウチョウサンと初めての対戦となったが、レコード勝ちのオジュウチョウサンから9馬身離された2着となった。4月18日の中山グランドジャンプでは2番人気に推されたが最終障害飛越時に転倒して頸椎関節脱臼を発症し、起き上がる事が出来ず死亡した。

## 競走成績
以下の内容は、JBISサーチおよびnetkeiba.comに基づく。
| 年月日     | 競馬場 | 競走名                    | 格      | 距離（馬場）  | 頭数 | 枠番 | 馬番 | オッズ（人気） | 着順     | タイム （上り3F） | 着差 | 騎手        | 斤量 [kg] | 勝ち馬/（2着馬）       | 馬体重 [kg] |
| ---------- | ------ | ------------------------- | ------- | ------------- | ---- | ---- | ---- | -------------- | -------- | ----------------- | ---- | ----------- | --------- | ---------------------- | ----------- |
| 2017.01.29 | 東京   | 3歳新馬                   |         | 芝1800m（良） | 16   | 6    | 12   | 42.2（8人）    | 02着     | 1:49.3（34.8）    | -0.1 | 0武士沢友治 | 56        | インシュラー           | 456         |
| 0000.02.11 | 東京   | 3歳未勝利                 |         | 芝1600m（良） | 16   | 6    | 11   | 03.9（2人）    | 10着     | 1:36.2（35.5）    | -1.2 | 0武士沢友治 | 56        | マンハイム             | 454         |
| 0000.04.23 | 東京   | 3歳未勝利                 |         | 芝2000m（良） | 15   | 7    | 12   | 06.2（3人）    | 04着     | 2:05.4（34.6）    | -0.2 | 0武士沢友治 | 56        | スターフラッシュ       | 460         |
| 0000.05.14 | 東京   | 3歳未勝利                 |         | 芝1800m（重） | 18   | 2    | 3    | 06.8（3人）    | 06着     | 1:49.4（35.8）    | -0.6 | 0武士沢友治 | 56        | フローラデマリポサ     | 458         |
| 0000.07.02 | 福島   | 3歳未勝利                 |         | 芝2000m（良） | 16   | 6    | 11   | 05.0（2人）    | 02着     | 2:01.2（35.8）    | -0.0 | 0武士沢友治 | 56        | ハウエバー             | 458         |
| 0000.07.23 | 福島   | 3歳未勝利                 |         | 芝2000m（良） | 16   | 4    | 7    | 03.2（2人）    | 02着     | 2:01.7（36.8）    | -0.2 | 0武士沢友治 | 56        | モクレレ               | 458         |
| 0000.08.13 | 新潟   | 3歳未勝利                 |         | 芝1800m（稍） | 18   | 2    | 3    | 06.5（4人）    | 07着     | 1:48.4（33.9）    | -0.4 | 0武士沢友治 | 56        | エリティエール         | 460         |
| 0000.08.20 | 新潟   | 3歳未勝利                 |         | 芝2400m（良） | 18   | 7    | 13   | 07.6（3人）    | 08着     | 2:27.1（36.5）    | -0.6 | 0武士沢友治 | 56        | ルーラーキング         | 458         |
| 0000.12.16 | 中京   | 障害3歳上未勝利           |         | 障3000m（良） | 14   | 5    | 7    | 18.4（7人）    | 05着     | 3:24.2（13.6）    | -1.0 | 0金子光希   | 58        | キングズオブザサン     | 440         |
| 2018.01.14 | 中京   | 障害4歳上未勝利           |         | 障3000m（良） | 14   | 8    | 14   | 15.6（7人）    | 03着     | 3:19.7（13.3）    | -0.2 | 0金子光希   | 59        | フィエルテ             | 446         |
| 0000.03.11 | 中京   | 障害4歳上未勝利           |         | 障3000m（稍） | 14   | 2    | 2    | 02.5（1人）    | 01着     | 3:20.7（13.4）    | -1.0 | 0金子光希   | 59        | （メイショウラプター） | 444         |
| 0000.03.31 | 阪神   | 三木ホースランドジャンプS | 障OP    | 障3140m（良） | 9    | 6    | 6    | 04.8（2人）    | 04着     | 3:32.7（13.5）    | -0.7 | 0金子光希   | 59        | アスターサムソン       | 446         |
| 0000.07.07 | 福島   | 障害3歳上オープン         |         | 障2750m（稍） | 14   | 2    | 2    | 05.2（2人）    | 02着     | 3:03.6（13.4）    | -0.1 | 0金子光希   | 60        | シゲルクロカジキ       | 448         |
| 0000.08.11 | 新潟   | 障害3歳上オープン         |         | 障2850m（稍） | 12   | 5    | 5    | 02.7（1人）    | 04着     | 3:05.4（13.0）    | -1.2 | 0金子光希   | 60        | ロンギングダンサー     | 450         |
| 0000.11.03 | 福島   | 障害3歳上オープン         |         | 障3350m（稍） | 14   | 7    | 12   | 09.7（5人）    | 01着     | 3:40.5（13.2）    | -0.9 | 0金子光希   | 60        | （テイエムオペラドン） | 454         |
| 0000.12.08 | 中京   | 障害3歳上オープン         |         | 障3300m（良） | 14   | 5    | 8    | 05.2（3人）    | 02着     | 3:37.6（13.2）    | -0.0 | 0金子光希   | 62        | ハルキストン           | 454         |
| 2019.02.02 | 中京   | 障害4歳上オープン         |         | 障3330m（良） | 14   | 4    | 6    | 02.0（1人）    | 01着     | 3:37.5（13.1）    | -0.4 | 0金子光希   | 61        | （ムーンクレスト）     | 456         |
| 0000.03.23 | 中山   | ペガサスジャンプS         | 障OP    | 障3350m（稍） | 11   | 6    | 7    | 05.1（3人）    | 02着     | 3:43.6（13.3）    | -0.4 | 0金子光希   | 60        | マイネルプロンプト     | 460         |
| 0000.05.04 | 新潟   | 障害4歳上オープン         |         | 障3290m（良） | 14   | 6    | 9    | 02.2（1人）    | 03着     | 3:36.8（13.2）    | -1.5 | 0金子光希   | 62        | コウユーヌレエフ       | 458         |
| 0000.06.22 | 東京   | 東京ジャンプS             | J・GIII | 障3110m（稍） | 13   | 6    | 8    | 05.7（3人）    | 01着     | 3:29.4（13.5）    | -0.1 | 0石神深一   | 60        | （マイネルプロンプト） | 454         |
| 0000.10.15 | 東京   | 東京ハイジャンプ          | J・GII  | 障3110m（稍） | 9    | 6    | 6    | 04.6（3人）    | 01着     | 3:28.1（13.4）    | -0.0 | 0金子光希   | 60        | （メイショウダッサイ） | 458         |
| 0000.12.21 | 中山   | 中山大障害                | J・GI   | 障4100m（良） | 15   | 4    | 7    | 04.4（2人）    | 01着     | 4:38.9（13.6）    | -0.3 | 0金子光希   | 63        | （ブライトクォーツ）   | 458         |
| 2020.03.14 | 阪神   | 阪神スプリングジャンプ    | J・GII  | 障3900m（稍） | 9    | 6    | 6    | 03.3（2人）    | 02着     | 4:20.5（13.4）    | -1.4 | 0金子光希   | 62        | オジュウチョウサン     | 456         |
| 0000.04.18 | 中山   | 中山グランドジャンプ      | J・GI   | 障4250m（不） | 11   | 1    | 1    | 06.1（2人）    | 競走中止 | 競走中止          | -    | 0金子光希   | 63        | オジュウチョウサン     | 462         |

1. ↑  障害戦は平均1F

## 血統表
| シングンマイケルの血統          | シングンマイケルの血統              | シングンマイケルの血統              | （血統表の出典）                    | （血統表の出典）  |
| 父系                            | サドラーズウェルズ系                | サドラーズウェルズ系                | サドラーズウェルズ系                | [ § 2 ]           |
| 父 シングンオペラ 1998年 黒鹿毛 | 父の父*オペラハウス 1988年 鹿毛     | Sadler's Wells                      | Northern Dancer                     | Northern Dancer   |
| 父 シングンオペラ 1998年 黒鹿毛 | 父の父*オペラハウス 1988年 鹿毛     | Sadler's Wells                      | Fairy Bridge                        |                   |
| 父 シングンオペラ 1998年 黒鹿毛 | 父の父*オペラハウス 1988年 鹿毛     | Colorspin                           | High Top                            | High Top          |
| 父 シングンオペラ 1998年 黒鹿毛 | 父の父*オペラハウス 1988年 鹿毛     | Colorspin                           | Reprocolor                          |                   |
| 父 シングンオペラ 1998年 黒鹿毛 | 父の母タケノハナミ 1982年 黒鹿毛    | *ハードツービート                   | *ハーディカヌート                   | *ハーディカヌート |
| 父 シングンオペラ 1998年 黒鹿毛 | 父の母タケノハナミ 1982年 黒鹿毛    | *ハードツービート                   | Virtuous                            |                   |
| 父 シングンオペラ 1998年 黒鹿毛 | 父の母タケノハナミ 1982年 黒鹿毛    | ヒカルカマタ                        | *アイアンリージ                     | *アイアンリージ   |
| 父 シングンオペラ 1998年 黒鹿毛 | 父の母タケノハナミ 1982年 黒鹿毛    | ヒカルカマタ                        | *コランデイア                       |                   |
| 母 ジェヴォーナ 2005年 栗毛     | 母の父トウカイテイオー 1988年 鹿毛  | シンボリルドルフ                    | *パーソロン                         | *パーソロン       |
| 母 ジェヴォーナ 2005年 栗毛     | 母の父トウカイテイオー 1988年 鹿毛  | シンボリルドルフ                    | スイートルナ                        |                   |
| 母 ジェヴォーナ 2005年 栗毛     | 母の父トウカイテイオー 1988年 鹿毛  | トウカイナチュラル                  | *ナイスダンサー                     | *ナイスダンサー   |
| 母 ジェヴォーナ 2005年 栗毛     | 母の父トウカイテイオー 1988年 鹿毛  | トウカイナチュラル                  | トウカイミドリ                      |                   |
| 母 ジェヴォーナ 2005年 栗毛     | 母の母タケノデュムカ 1994年 栗毛    | *クリエイター(GB)                   | Mill Reef                           | Mill Reef         |
| 母 ジェヴォーナ 2005年 栗毛     | 母の母タケノデュムカ 1994年 栗毛    | *クリエイター(GB)                   | Chalon                              |                   |
| 母 ジェヴォーナ 2005年 栗毛     | 母の母タケノデュムカ 1994年 栗毛    | *デュカイナ                         | Northfields                         | Northfields       |
| 母 ジェヴォーナ 2005年 栗毛     | 母の母タケノデュムカ 1994年 栗毛    | *デュカイナ                         | Dumka                               |                   |
| 母系(F-No.)                     | デュカイナ(IRE)系(FN:21-a)          | デュカイナ(IRE)系(FN:21-a)          | デュカイナ(IRE)系(FN:21-a)          | [ § 3 ]           |
| 5代内の近親交配                 | Northern Dancer 4 x 5 x 5 = 12.50％ | Northern Dancer 4 x 5 x 5 = 12.50％ | Northern Dancer 4 x 5 x 5 = 12.50％ | [ § 4 ]           |
| 出典                            | 1. 2. 3. 4.                         | 1. 2. 3. 4.                         | 1. 2. 3. 4.                         | 1. 2. 3. 4.       |

- 近親（祖母タケノデュムカの姉チアズフラワーの仔）にチアズグレイス（桜花賞）、チアズシュタルク（共同通信杯、毎日杯）[22]。

### 父・シングンオペラ
父のシングンオペラは船橋競馬場・岡林光浩厩舎でデビューし、船橋時代から中央競馬の芝レースに挑戦、共同通信杯でジャングルポケットの4着に入ったのち高市厩舎に転厩し、転厩後もアルゼンチン共和国杯で3着に入るなど、若竹賞で7着だった以外は掲示板に入る成績をおさめていた。しかし、2002年4月の条件戦で13着のあと両前脚の腱断裂が判明して競走能力を喪失し、一時は安楽死処分も検討されたものの伊坂の願いもあって1年もの療養生活を経た末に命永らえて種牡馬となり、年1、2頭の生産ペースながら、2019年3月に亡くなるまで種牡馬生活を送っていた。JRA転入後のシングンオペラを管理していた高市は、JRAに登録されたシングンオペラ産駒17頭のうち15頭を管理していたほか、シングンオペラの兄でオーナーも同じ伊坂のテンショウメイジンも管理しており、こちらも1997年の中山大障害（春）でポレールの5着という成績を残している。